# Jewgeni Nikolajewitsch Groschew
Jewgeni Nikolajewitsch Groschew (russisch Евгений Николаевич Грошев; * 3. April 1937 in Moskau, Russische SFSR; † 1. Januar 2013) war ein sowjetisch-russischer Eishockeyspieler, der über viele Jahre für Krylja Sowetow Moskau in der Klass A aktiv war und 1957 Sowjetischer Meister wurde. Mit der sowjetischen Nationalmannschaft gewann er die Bronzemedaille bei den Olympischen Winterspielen 1960.

## Karriere
Jewgeni Groschew spielte zunächst in einem Werksteam Eishockey, ehe er 1955 zu Krylja Sowetow Moskau wechselte. Mit Krylja wurde er 1956 und 1958 Sowjetischer Vizemeister sowie 1957 Sowjetischer Meister. Zu diesen Erfolgen trug Groschew mit vielen Toren bei, so dass er 1962 bester Torschütze der Klass A wurde und mehrfach ins All-Star-Team der Liga gewählt wurde. Insgesamt absolvierte Groschew 450 Spiele in der höchsten Eishockey-Spielklasse der UdSSR für Krylja Sowetow, in denen er 236 Tore erzielte.
Am 1. Januar 1959 stand er in einem Spiel gegen die USA zum ersten Mal für die sowjetische Nationalmannschaft auf dem Eis und gewann mit dieser bei der Weltmeisterschaft des gleichen Jahres die Silbermedaille. Seine internationale Karriere wurde mit der Bronzemedaille bei den Olympischen Winterspielen 1960 gekrönt. Für die Nationalmannschaft erzielte er 10 Tore in 25 Länderspielen. Am 21. Januar 1964 bestritt er sein letztes Länderspiel. 1991 wurde er als Verdienter Meister des Sports der UdSSR ausgezeichnet.

## Erfolge und Auszeichnungen
| - 1956 Sowjetischer Vizemeister mit Krylja Sowetow Moskau - 1957 Sowjetischer Meister mit Krylja Sowetow Moskau - 1958 Sowjetischer Vizemeister mit Krylja Sowetow Moskau - 1959 All-Star-Team der Klass A - 1959 Silbermedaille bei der Weltmeisterschaft Goldmedaille bei der Europameisterschaft | - 1960 Bronzemedaille bei den Olympischen Winterspielen Goldmedaille bei der Europameisterschaft - 1962 Bester Torschütze der Klass A (38 Tore) - 1962 All-Star-Team der Klass A |

## Statistik
(Legende zur Spielerstatistik: Sp oder GP = absolvierte Spiele; T oder G = erzielte Tore; V oder A = erzielte Assists; Pkt oder Pts = erzielte Scorerpunkte; SM oder PIM = erhaltene Strafminuten; +/− = Plus/Minus-Bilanz; PP = erzielte Überzahltore; SH = erzielte Unterzahltore; GW = erzielte Siegtore; 1 Play-downs/Relegation; Kursiv: Statistik nicht vollständig)

## Belege
1. ↑  ГРОШЕВ Евгений Николаевич (Memento vom 24. September 2015 im Internet Archive), russisch, abgerufen am 20. Februar 2014

| Personendaten    | Personendaten                         |
| ---------------- | ------------------------------------- |
| NAME             | Groschew, Jewgeni Nikolajewitsch      |
| ALTERNATIVNAMEN  | Грошев, Евгений Николаевич (russisch) |
| KURZBESCHREIBUNG | russischer Eishockeyspieler           |
| GEBURTSDATUM     | 3. April 1937                         |
| GEBURTSORT       | Moskau                                |
| STERBEDATUM      | 1. Januar 2013                        |